# Берёзовский сельсовет (Волчихинский район)
Берёзовский сельсовет — муниципальное образование со статусом сельского поселения и административно-территориальное образование в Волчихинском районе Алтайского края России. Административный центр — посёлок Берёзовский.

## Население
| 1997 | 1998 | 1999 | 2000 | 2001 | 2002 |
| ---- | ---- | ---- | ---- | ---- | ---- |
| 815  | ↘780 | ↗788 | ↘748 | ↗824 | ↘793 |
| 2003 | 2004 | 2005 | 2006 | 2007 | 2008 |
| ↘774 | ↘758 | ↘682 | ↗691 | ↘672 | ↘623 |
| 2009 | 2010 | 2011 | 2012 | 2013 | 2014 |
| ↘618 | ↘541 | ↘539 | →539 | ↘522 | ↘515 |
| 2015 | 2016 | 2017 | 2018 | 2019 | 2020 |
| ↗518 | ↗519 | ↘504 | ↘498 | ↘458 | ↘435 |
| 2021 |      |      |      |      |      |
| ↘431 |      |      |      |      |      |

По результатам Всероссийской переписи населения 2010 года, численность населения муниципального образования составила 541 человек, в том числе 259 мужчин и 282 женщины. Оценка Росстата на 1 января 2012 года — 539 человек.

## Населённые пункты
В состав сельского поселения входит один населённый пункт — посёлок Берёзовский.